# Timken Company
Die Timken Company ist ein Hersteller von Wälzlagern mit Sitz in North Canton im US-Bundesstaat Ohio. Sie wurde 1899 von Henry Timken als „The Timken Roller Bearing Axle Company“ in St. Louis gegründet. Bereits ein Jahr zuvor hatte Timken ein Patent auf sein einsatzgehärtetes Kegelrollenlager erhalten.  Die Timken Company ist ein global operierendes Unternehmen, das an der New Yorker Börse notiert ist. Nach dem Wirtschaftsmagazin Fortune zählt Timken zu den 500 größten US-Gesellschaften.

## Unternehmensgeschichte
Der Unternehmensgründer Henry Timken wurde in Bremen geboren und war mit seiner Familie Mitte des 19. Jahrhunderts in die USA ausgewandert.
Henry Timken gründete 1855 eine Kutschwagenfabrik in St. Louis. Er stellte fest, dass die häufig vorkommenden Rad- oder Achsbrüche auf die damalige Technik der Gleitlager zurückzuführen waren. Durch die hohe Reibung benötigte man außerdem mehr Zugtiere (was Kosten verursachte). Henry Timken und sein Schwager Heinzelmann erkannten, dass radial und axial Kräfte auf diese Lagerstelle wirkten. Daher entwickelten sie ein Lager, das beide Kräfte aufnehmen konnte, das Kegelrollenlager. Der erste Werbegag war ein sichtlich schwer beladener Wagen, der von nur einem Muli durch St. Louis gezogen wurde. Die anschließende Gerichtsverhandlung wegen Tierquälerei gewann Henry, da er die Vorzüge der Lagerung darstellen konnte.

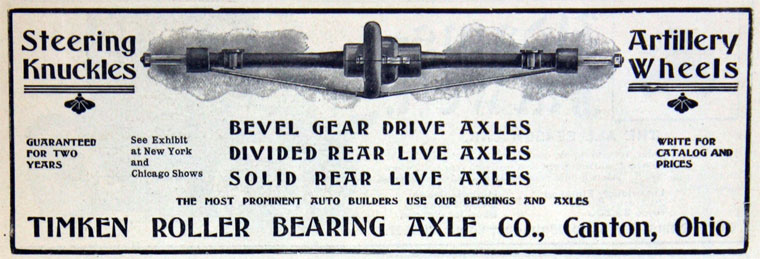
Anzeige der Timken Roller Bearing Axle Company (1905)

1901 wurde der Firmensitz nach Canton verlegt, um näher an den Produktionsorten der US-amerikanischen Stahl- und Automobilindustrie zu sein. 1916 begann Timken mit der Stahlproduktion. Dieser Schritt war pure Not. Es gab aufgrund des Ersten Weltkriegs keinen Stahl für die Lagerproduktion auf dem freien Markt. Durch den tieferen Einblick in die Stahltechnologie gelang dem Unternehmen eine verbesserte Qualität des Lagerstahls. Lange sorgte dieser Geschäftsbereich für ein Drittel der Einnahmen.
Timken übernahm 2003 die Torrington Company aus Connecticut mit einem weltweiten Umsatz von 1,2 Milliarden US-Dollar und integrierte diese sehr erfolgreich. Diesem Kauf stimmte das Kartellamt zu, weil die Produkte sich weitestgehend ergänzten. Da Torrington Produktionsstätten mit niedrigeren Kosten im Süden der Vereinigten Staaten unterhielt, gab Timken die eigene Lagerproduktion am Firmensitz in Canton in den folgenden Jahren zum größten Teil auf.
2007 verkaufte man das Tochterunternehmen Latrobe Steel Company. Ende 2009 verkaufte Timken das Nadellagergeschäft an den japanischen Wälzlagerhersteller JTEKT.
Der Geschäftsbereich Spezialstähle wurde Mitte 2014 als TimkenSteel abgespalten.
Der ehemalige Botschafter der USA in Deutschland, William R. Timken jr., war über 43 Jahre in der Timken Company tätig und während der letzten 30 Jahre Vorsitzender des Unternehmens.